# Абшніт
Абшніт (нім. Abschnitt «відрізок») — фортифікаційна допоміжна споруда у вигляді валу із ровом спереду, що давала можливість продовжувати оборону після того, як супротивник захопив головний вал. У середньовіччі його функції іноді виконувала внутрішня лінія укріплень, яка поступалась своєю висотою основному валу. Зазвичай такий спосіб застосовувався у трирядному поясі оборони фортець.